# Свети Димитър (Голем град)
Вижте пояснителната страница за други значения на Свети Димитър.
„Свети Димитър“ (на македонска литературна норма: Свети Димитар) е средновековна църква, разположена в южната част на острова в Голямото Преспанско езеро Голем град, Северна Македония. Църквата е издигната върху основи на римска цистерна. Днес тя е полуразрушена.
Църквата се намира в развалини и покрай фрагментите от фреските, тук е намерена стара римска цистерна от късната античност. През Средновековието монасите забелязват тази сграда, която е била доста добре запазена и я преграждат, преустройват и добавят олтарно пространство, получавайки всички елементи на църква. После църквата е изписана.